# Федоренко Борис Михайлович
Федоренко Борис Михайлович (нар. 23 лютого 1946, с. Сидорівка, Корсунь-Шевченківський район, Черкаська область — пом. 29 січня 2012) — український художник, живописець. Член Національної спілки художників України (з 1985 року).

## Освіта
- Київський художній інститут. Викладачі: Анатолій Олександрович Пламеницький, Володимир Іванович Сингаївський.
- Яворівське училище художнього різьблення по дереву. Клас Йосипа Петровича Станька.

## Творчість
Працює в сфері станкового живопису, основна техніка — олія, хоча на ранніх етапах створював акварельні цикли, пастелі. Технічні прийоми виконання дуже різноманітні — від корпусного й темпераментного письма до гладкого, з найтоншими лесировками, від легкої розмитості контурів до постімпресіоністичного дивізіонізму.
Творчість Бориса Федоренка представляє лінію реалістичного напрямку і вирізняється яскраво вираженим емоційно-особистісним переживанням зображуваного, належить до помітних явищ в сучасному українському мистецтві останніх десятиліть. Його по-етюдному свіжі, мажорні, з яскраво насиченим колоритом, композиційно гармонічні твори співзвучні тим глибинним тенденціям в художній творчості нашої епохи, що протистоять процесам знеособлення, які стають все більш характерними в період глобалізації у сфері мистецтва.
Розпочинав свою діяльність художник як автор тематичних картин, характерних для київської живописної школи поглибленою сюжетикою і розробленістю колірної гами («Повноліття», 1980; «Миронівці», 1988). Створював полотна з публіцистичною загостреністю змісту («Вчорашні хлопчаки», 1988; «Мир планеті», 1988), із соціально-виробничою тематикою («Київ будується», 1989), пише психологічні портрети («Микола Кучеренко», 2000; «Портрет Анатолія Бахмута», 2001), натюрморти-картини («Київські чорнобривці», 1996; «Бузок і конвалії», 1995). Визначальним і найбільш характерним для творчої манери художника є пейзаж. Саме в пейзажних роботах, як правило великомасштабних, просторових, з активною роллю неба в композиціях, найбільш повно втілилося проникливо-загострене сприйняття природи, невичерпно багатої в її камерних («Українське село», 1996; «Седнівський двір», 1991) і велично-панорамних («Після грози», 1997; «Рідні місця», 1998) проявах.
Улюбленими мотивами художника є сонячні далечіні степових просторів або широкі перспективи покритих лісами гір, однак найбільш поетичними є сільські краєвиди, залиті золотавим світлом західних променів, у яких природа, будівлі, маленькі фігурки людей стають учасниками всесвітнього гармонійного дійства («Сільське надвечір'я», 1994; «Сонячна осінь», 1999). Особливе світовідчуття й прониклива теплота, з якою художник зображує світ навколо, надають його композиціям особливої духовної аури і відчуття гармонії життя людини на землі.
До неповторних особливостей творчості художника належать сповнені романтики морські пейзажі («Море. Неспокій», 1998; «Море. Кримський пейзаж», 1991). Не менш образними є найкращі твори його пейзажних циклів, присвячені малій батьківщині художника («Черкащина», 1999; «Батьківщина», 2000), дніпровським просторам («Вечір на Дніпрі», 1991), гірським і степовим панорамам («Високі Татри», 2000; «У степу», 1999). Особливим ліризмом вирізняються композиції, де відтворюються величні ритми людського життя серед «обжитої» природи («Зима», 1987; «На Росі», 2000; «За селом», 1998; «На Десні», 2000), оспівується краса й поетичність прадавніх народних переказів і звичаїв («В ніч на Івана Купала», 1999), неповторність світу дитинства («Друзі. Дівчинка з собакою», 1997 — саме цей твір було визнано найкращим та відзначено золотою медаллю Всеєвропейського конкурсу живопису «Картина з собакою» в Італії).
Один з організаторів та постійних учасників міжнародних пленерів поблизу м. Дубовиця (Словаччина), учасник творчих груп в Італії, художник створив цикли творів про природу та людей цих країн («Дубовиця», 1997; «Весна в Словаччині», 1999; «Маччератта», 1998; «Італієць», 1995; «Італійське узбережжя», 2002); композиції, присвячені містам Німеччини («Хайвенберг», 1995; «Herenhof», 1996). Проте головним героєм його філософськи-ємних або камерно-настроєвих полотен є людина та природа України («Вечір на Шевченковій землі», 1991; «Околиці Білої Церкви», 1993; «Лісоруби», 1999; «Рідна хата. Батьки», 2000; «Осінь», 2002).

### Основні твори
- «Колгоспний тесля», 1969
- «Нова Дарниця», 1988
- «На кордоні», 1989
- «Подих осені», 1989
- «Озеро», 1989
- «Осінній вечір», 1989
- «Ангели в Раю», 1995
- «На пасовиську», 1996
- «У полі», 1997
- «Сніг у горах», 1997
- «За селом», 1998
- «Травень», 1998
- «Дубовиця. Сонячний день», 1998
- «Нумена. Італія», 1999
- «На Батьківщині», 1999
- «Прохолодний ранок», 1999
- «Вулиця. Корсунь-Шевченківський», 2000
- «Замок на річці Рось», 2001
- «На околиці села. Вечір», 2002

### Галерея робіт

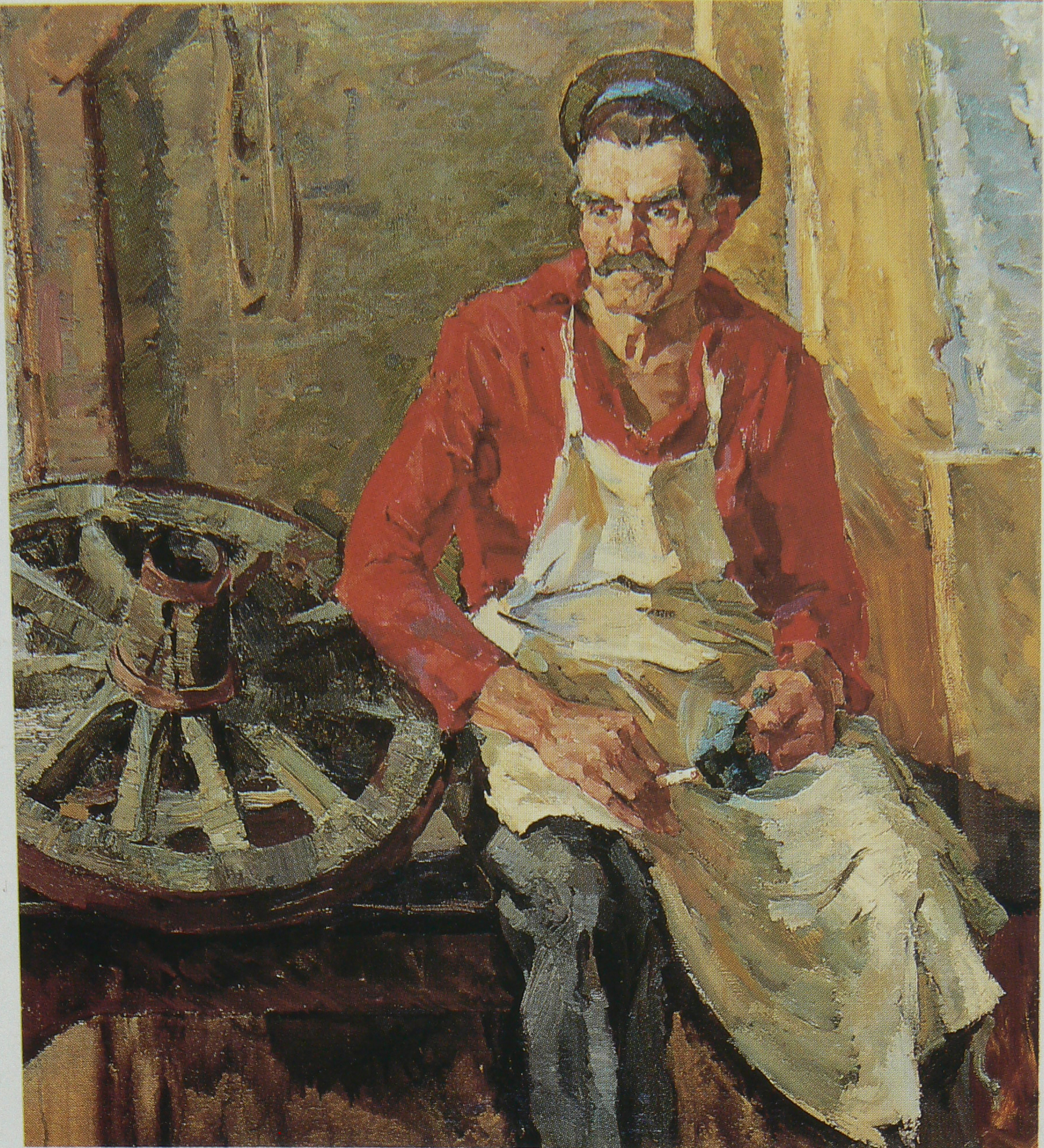
Колгоспний тесля, 1969
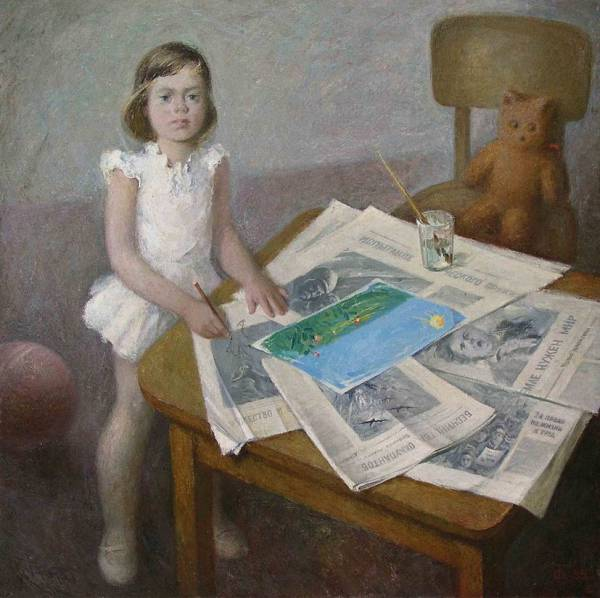
У кожному малюнку сонце, 1985
В ніч на Івана Купала, 1999
Київські чорнобривці, 1999
Сніг у горах, 1997
Узбережжя, 1999
Бузок і конвалії, 1995
Рибалки, 1998
Сніг, 1998
Стара церква, 2000
Ліс, 1999
Сонячна осінь, 1999
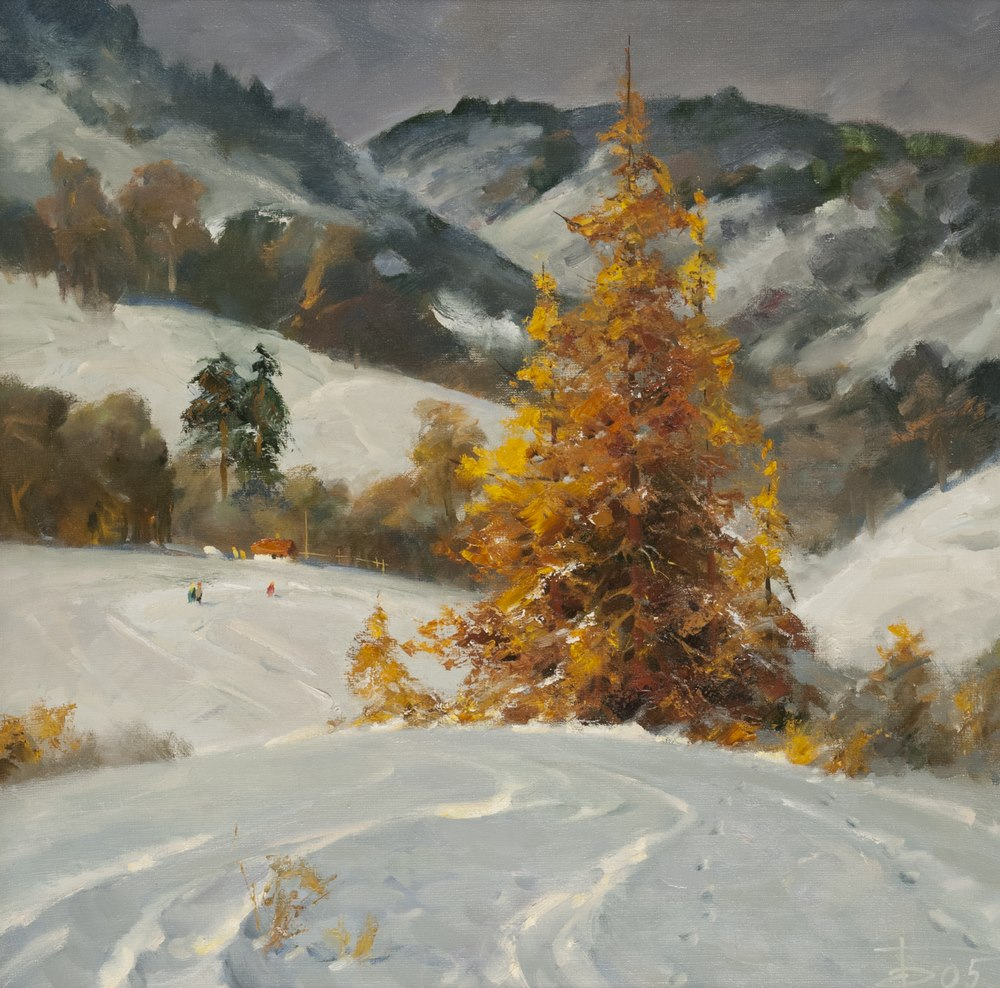
Словаччина, 2005
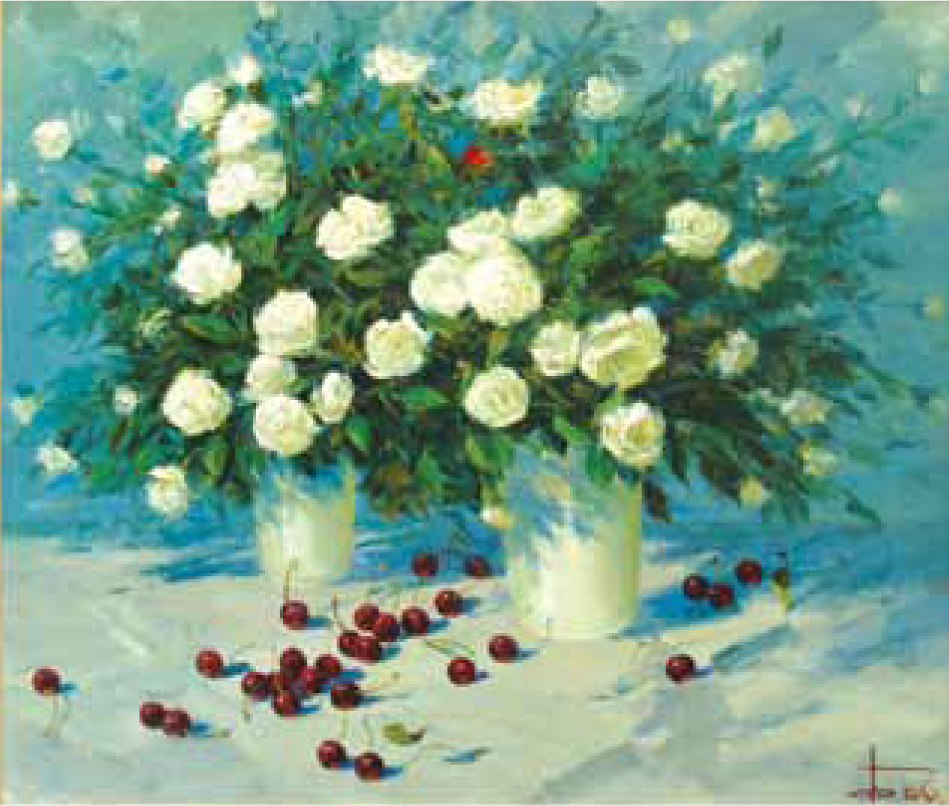
Білі троянди, 2006
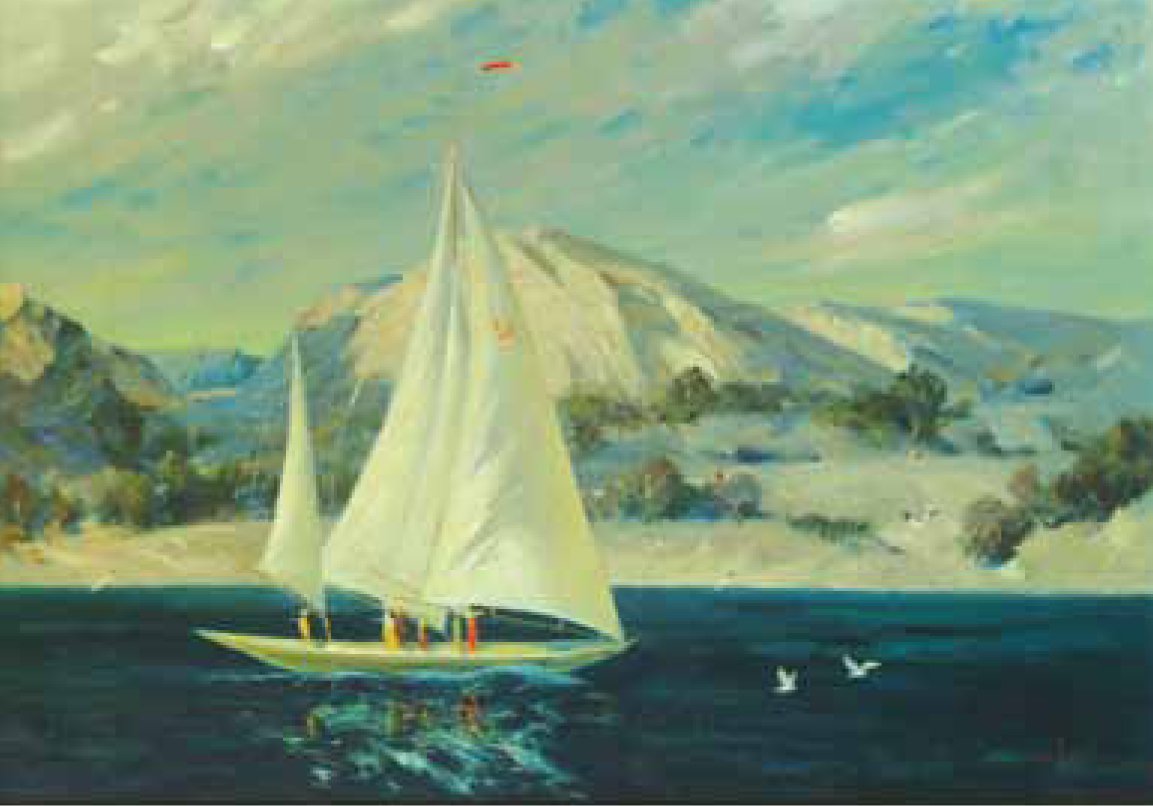
Вітрильник, 2006

## Музеї
- Кременчуцький краєзнавчий музей
- Корсунь-Шевченківська художня галерея
- Меморіальний музей І. Піддубного у с. Богодухівка, Черкаської області
- Муніципальна пінакотека «Франческо Подесті»[it]
- Муніципальна пінакотека «Донателло Стефануччі»
- Музей провінції Мачерата, Італія
- Східнословацька галерея, Кошице
- Музей у м. Нойштадт, Німеччина
- Берлінська картинна галерея
- Музей образотворчого мистецтва, Бордо
- Приватні зібрання Італії, України, Німеччини, Словаччини, Японії

## Виставки

### Персональні
| Рік  | Місце проведення виставки                      | Місто      | Країна     |
| ---- | ---------------------------------------------- | ---------- | ---------- |
| 1989 | Луганський обласний художній музей             | Луганськ   | Украïна    |
| 1993 | Товариство охорони пам'яток історії i культури | Київ       | Україна    |
| 1993 | Муніципальна пінакотека «Донателло Стефануччі» | Чинголі    | Італія     |
| 1993 | Музей провінції Мачерата                       | Мачерата   | Італія     |
| 1994 | Муніципальний музей                            | Нойштадт   | Німеччина  |
| 1995 | Муніципальний музей                            | Нойштадт   | Німеччина  |
| 1995 | Музей провінції Мачерата                       | Мачерата   | Італія     |
| 1996 | Український дім                                | Київ       | Україна    |
| 1997 | Муніципальний музей                            | Хайвенберг | Німеччина  |
| 1998 | Берлінська картинна галерея                    | Берлін     | Німеччина  |
| 1999 | Берлінська картинна галерея                    | Берлін     | Німеччина  |
| 1998 | Національний музей Т. Г. Шевченка              | Київ       | Україна    |
| 1998 | Східнословацька галерея                        | Кошице     | Словаччина |
| 1999 | Український фонд культури                      | Київ       | Україна    |
| 2001 | Національний музей Т. Г. Шевченка              | Київ       | Україна    |
| 2001 | Український фонд культури                      | Київ       | Україна    |

### Республіканські
| Рік  | Назва                                                                 | Місто | Країна  |
| ---- | --------------------------------------------------------------------- | ----- | ------- |
| 1987 | Республіканська художня виставка, присвячена 70-річчю Великого Жовтня | Київ  | Україна |

### Групові
| Рік       | Назва                                           | Місто                  | Країна          |
| --------- | ----------------------------------------------- | ---------------------- | --------------- |
| 1992—1997 | Medzinarodna Skupina Vytvarnikov na Slovensku   | Дубовиця               | Словаччина      |
| 1993      | Le Groupe Ukrain'Art                            | Бордо                  | Франція         |
| 1994      | Soviet Realist and Impressionist Painting       | Лондон                 | Велика Британія |
| 1995      | XLV Rassegna d'Arte G.B. Salvi e Piccola Europa | Сассоферрато           | Італія          |
| 1998—2000 | Medzinarodny Plener Vytvarnikov na Slovensku    | Дубовиця               | Словаччина      |
| 2002      | Виставка творів художників творчоï групи «Рось» | Корсунь-Шевченківський | Україна         |

## Відзнаки

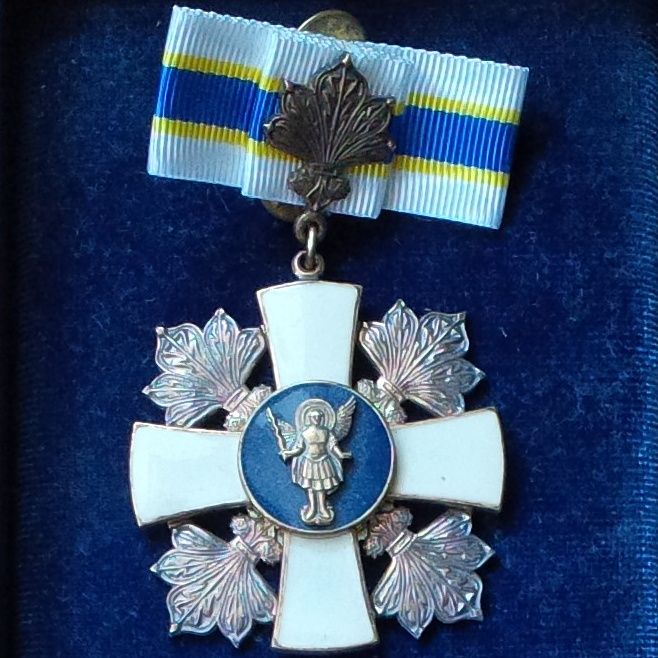
Знак пошани

- Лауреат Першої премії і Золотої медалі на Всеєвропейському конкурсі живопису в м. Чинголі (Італія)
- Нагороджено нагрудним знаком «Знак пошани»

### Каталоги
- P. Voytsekhivsky. Borys Fedorenko. Kyiv, 1997
- Henri-Marie-Ludovic Vergne, Christian Jean dit Cazaux, Monique Dubern. Le Groupe Ukrain'Art presents des Peintres d' Ukraine avec la participation du Comite' d'Exposition de l'Union des Artistes d'Ukraine. Nouvel Hotel des Ventes — Bordeaux Rive Droite, 1993, p. 6
- Marcus Halliwell, Marguerite Higham. Soviet Realist and Impressionist Paintings from Collection of Ray and Sue Johnson. Phillips, Son & Neale. — London, 1994, p. 78
- Comune di Sassoferrato, Universita degli Studi di Urbino, Regione Marche. XLV Rassegna «G.B. Salvi» e Premio Calzaturificio Vainer di Pittura Scultura Grafica Libro d'Artista Ex Libris Design Sculptura e Oreficeria Arazzi. — Sassoferrato, 1995, p. 45
- Medzinarodna Skupina Vytvarnikov na Slovensku. — Pres'ov, 1997, s. 3
- Jozef Cerepko. Druhy' Mezdina'rodny' Plene'r Vytvarnikov na Slovensku. — Pres'ov, 1998, s. 2